# شهرستان السخنه
ناحیهٔ السخنه (به عربی: مدیریة السخنة) یک ناحیه در یمن است که در استان حدیده واقع شده‌است.
ناحیهٔ السخنه ۵۹٬۶۵۲ نفر جمعیت دارد.